# Podocarpus acutifolius
Podocarpus acutifolius là một loài thực vật hạt trần trong họ Thông tre. Loài này được Kirk miêu tả khoa học đầu tiên năm 1884. Chỉ có thể tìm thấy loài này tại New Zealand. 